# Sample return mission
Eine Sample return mission (deutsch etwa Proben-Rückhol-Mission) ist eine Raumfahrtmission, bei der extraterrestrische Materialproben von astronomischen Objekten, wie Planeten, Monden oder Kleinkörpern, für Analysezwecke zur Erde zurückgebracht werden.

## Missionen
Der erste Versuch einer Sample return mission war vermutlich mit der sowjetischen Mondsonde Luna 1969B geplant, die jedoch beim Fehlstart mit einer Proton-Rakete am 15. April 1969 verloren ging. Der nächste Versuch, Luna 15, endete am 21. Juli 1969 mit einer Bruchlandung auf dem Mond. Bei einem Erfolg wäre diese Sonde wahrscheinlich am 24. Juli zur Erde zurückgekehrt, etwa einen halben Tag nach Apollo 11.
Apollo 11 war dann die erste erfolgreiche Sample return mission. Insgesamt brachte das Apollo-Programm 382 kg Gestein, Staub, Sand und Bohrkernproben vom Mond zur Erde. Unbemannte erfolgreiche Missionen waren Luna 16, 20 und 24, Stardust, Genesis, Hayabusa, Hayabusa 2, Chang’e 5 und OSIRIS-REx. Für die Zukunft sind zum Beispiel eine japanische Sonde zu den Monden des Mars (MMX) und mehrere Mars-Sample-Return-Missionen geplant.
Um von einem Kometen Proben zu entnehmen, wurde als vierte Mission des New-Frontiers-Programms der NASA die Raumsonde CAESAR vorgeschlagen, die sich im Auswahlverfahren jedoch nicht durchsetzen konnte.

## Risiken
Ein Risiko von Proben-Rückhol-Missionen besteht in der Gefahr der Rückwärts-Kontamination. Ein Ansatz zur Vermeidung dieses Risikos liegt in der bislang jedoch noch nicht realisierten Untersuchung der Proben außerhalb der Erde, beispielsweise in einer Raumstation oder bereits mit Instrumenten auf der Raumsonde.